# Hýľov
Hýľov (Hongaars: Hilyó) is een Slowaakse gemeente in de regio Košice, en maakt deel uit van het district Košice-okolie.
Hýľov telt 467 inwoners.